# Schilbe moebiusii
Schilbe moebiusii är en fiskart som först beskrevs av Pfeffer, 1896.  Schilbe moebiusii ingår i släktet Schilbe och familjen Schilbeidae. IUCN kategoriserar arten globalt som livskraftig. Inga underarter finns listade i Catalogue of Life.